# Villesèque
Villesèque település Franciaországban, Lot megyében. Lakosainak száma 402 fő (2022. január 1.). Villesèque Cambayrac, Cézac, Labastide-Marnhac, Sauzet, Trespoux-Rassiels és Barguelonne-en-Quercy községekkel határos.

## Népesség
A település népessége az elmúlt években az alábbi módon változott:
| Lakosok száma | 263  | 276  | 293  | 366  | 410  | 402  | 396  | 395  | 389  | 402  |
|               | 1968 | 1982 | 1990 | 2006 | 2013 | 2015 | 2017 | 2019 | 2020 | 2022 |